# Kościół Matki Bożej Niepokalanej w Nowym Sączu
Kościół Matki Bożej Niepokalanej w Nowym Sączu – rzymskokatolicki kościół parafialny należący do parafii pod tym samym wezwaniem (dekanat Nowy Sącz Wschód diecezji tarnowskiej).

## Historia
Obecna świątynia została wzniesiona w latach 1982–1992 według projektu Leszka Filara. Kamień węgielny, pochodzący z Grobu Świętego Piotra w Rzymie, poświęcony przez Ojca Świętego Jana Pawła II, został wmurowany w dniu 2 czerwca 1985 roku przez biskupa Jerzego Ablewicza. Kościół został poświęcony i konsekrowany 15 listopada 1992 roku przez biskupa Józefa Życińskiego. W świątyni znajdują się: kaplica Fatimska, kaplica Miłosierdzia, a także ołtarzyk i obraz świętej Rity. W 1999 roku w kościele zostały zamontowane, jedne z największych w Europie drzwi o wadze 18 ton, powstałe z brązu, zaprojektowane przez Bronisława Chromego i wykonane przez Mariana Borutę. Witraże zostały zaprojektowane przez Macieja Kauczyńskiego.

19 maja 2019 roku kościół został ogłoszony Sanktuarium Świętej Rity – patronki od spraw trudnych i beznadziejnych.

## Organy
Organy powstały w latach 2019–2022. Ich budowniczym jest firma Dariusz Zych. Instrument nawiązuje do francuskiego baroku. Dyspozycję projektował i nadzór nad budową sprawował prof. Karol Gołębiowski. Odbiór organów odbył się 14 października 2022 r. 8 grudnia tego samego roku instrument poświęcił bp. Andrzej Jeż. Organy posiadają wiatrownice klapowo-zasuwowe. 
Dyspozycja instrumentu:
| Manuał I          | Manuał II            | Manuał III          | Pedał            |
| ----------------- | -------------------- | ------------------- | ---------------- |
| 1. Montre 8’      | 1. Bourdon 16’       | 1. Flûte 8’         | 1. Bombarde 16’  |
| 2. Larigot 1 1/3’ | 2. Flûte 8’          | 2. Salicional 8’    | 2. Principal 16’ |
| 3. Bourdon 8’     | 3. Montre 8’         | 3. Unda maris 8’    | 3. Soubasse 16’  |
| 4. Prestant 4’    | 4. Bourdon 8’        | 4. Flûte 4’         | 4. Trompette 8’  |
| 5. Trompette 8’   | 5. Gambe 8’          | 5. Octavin 2’       | 5. Basse 8’      |
| 6. Flûte 4’       | 6. Prestant 4’       | 6. Fugara 4’        | 6. Flûte 8’      |
| 7. Doublette 2’   | 7. Flûte 4’          | 7. Cornet III       | 7. Clairon 4’    |
| 8. Cromorne 8’    | 8. Gr. Tierce 3 1/5’ | 8. Sifflet 1’       | 8. Flûte 4’      |
| 9. Nasard 2 2/3’  | 9. Doublette 2’      | 9. Basson 16’       |                  |
| 10. Fourniture IV | 10. Nasard 2 2/3’    | 10. Voix humaine 8’ |                  |
| 11. Tierce 1 3/5’ | 11. Plein-jeu V      | 11. Hautbois 8’     |                  |
|                   | 12. Cornet V         |                     |                  |
|                   | 13. Chamade 8’       |                     |                  |
|                   | 14. Trompette 8’     |                     |                  |
|                   | 15. Clairon 4’       |                     |                  |